# Hidrija
Hidrije (grč. ὑδρία: vjedro, žara) su bile keramičke posude u staroj Grčkoj korištene za prijenos vode. Imale su tri drške: dvije sa strane, za prenošenje, i treću, između druge dve, korištenu za lijevanje vode. Bile su ukrašene ili crnim figurama na crvenoj pozadini, ili crvenim na crnoj. Obično su prikazivale mitološke ili svakodnevne prizore. Od 5. stoljeća pr. Kr., umjetnici su izrađivali hidrije od bronce, često s vrlo detaljnim šarama.